# The Haunting of Villa Diodati
"The Haunting of Villa Diodati" é o oitavo episódio da 12.ª temporada da série de ficção científica britânica Doctor Who, transmitido originalmente através da BBC One em 16 de fevereiro de 2020. Foi escrito por Maxine Alderton e dirigido por Emma Sullivan.
O episódio apresenta Jodie Whittaker como a Décima terceira Doutora, ao lado de Bradley Walsh, Tosin Cole e Mandip Gill como seus acompanhantes, Graham O'Brien, Ryan Sinclair e Yasmin Khan, respectivamente. O episódio é centrado nas origens históricas de Frankenstein, de Mary Shelley, interpretada por Lili Miller, e é ambientado na Villa Diodati em 1816, onde ela foi inspirada a escrever o livro. O episódio também contou com o retorno dos cybermen, vistos pela última vez em "The Doctor Falls" em 2017.

## Enredo
Na Villa Diodati, às margens do Lago Léman em 1816, Lord Byron se reuniu com Mary Godwin, seu filho William e futuro marido Percy Bysshe Shelley, bem como com John Polidori e Claire Clairmont. Com o tempo tempestuoso, o grupo se desafia a apresentar a história mais assustadora que eles podem imaginar. Assim que começam, há uma batida na porta e eles encontram a Doutora, Graham, Ryan e Yaz pedindo para entrar.
Depois que eles entram, a Doutora lembra que Mary terá a ideia para Frankenstein nesta noite e, portanto, pede para seus acompanhantes não mencionar nada disso enquanto testemunham o momento de sua criação. No entanto, Percy logo desaparece, e quando eles examinam seu quarto, encontram as paredes cobertas de baboseiras e, enquanto todos na casa o procuram, eles percebem que estão andando em círculos entre os cômodos, enquanto alguns dos empregados são mortos por uma entidade desconhecida. Lord Byron e os outros afirmam que é de um fantasma que assombra a villa, mas a Doutora suspeita que algo mais esteja errado e atribui a estrutura volátil da casa a um sistema de segurança que os mantém nela para impedir que algo saia. Quando eles vêem uma aparição, a Doutora percebe que é um ser que se move através do tempo, e logo aquilo se transforma na forma parcialmente incompleta de um cyberman.
Graham, Ryan e Yaz lembram a Doutora do aviso de Jack Harkness sobre o "cyberman solitário", mas ela mesmo assim o enfrenta, cujo corpo está meio danificado e com pouca energia. Ela também descobre que seu nome é Ashad e que ele foi enviado de volta no tempo para procurar o "Cyberium", um metal líquido com o conhecimento coletivo dos cybermen. Ele viajou no tempo até 1816 e acabou localizando-o na villa, mas seu poder foi minado, o que torna suas armas inúteis. Ashad então se recarrega com um raio e ele começa a atacar a villa.
A Doutora descobre que Percy estava escondido no porão e parece enlouquecido, mas ela percebe que ele havia encontrado o Cyberium alguns dias antes, que invadiu seu corpo, dando-lhe a futura linguagem e os cálculos cyberman. O Cyberium também foi responsável por manipular a casa para impedir que ela fosse encontrada. Ashad encontra e ameaça matar Percy para pegar o Cyberium, mas a Doutra engana o Cyberium para deixar Percy convencendo-o de que Percy morreu. Ela também permite que o Cyberium entre em seu corpo antes que Ashad possa obtê-lo. Ashad ameaça destruir o planeta, forçando a Doutora a devolvê-lo, apesar do aviso de Harkness.
A Doutora e seus acompanhantes partem, fazendo planos para seguir Ashad para o futuro usando as coordenadas dos escritos de Percy. Depois que eles partem, Mary revela aos outros que se inspirou na aparição de Ashad, "este moderno Prometeu", e planeja escrever uma história com base em sua experiência.

### Continuidade

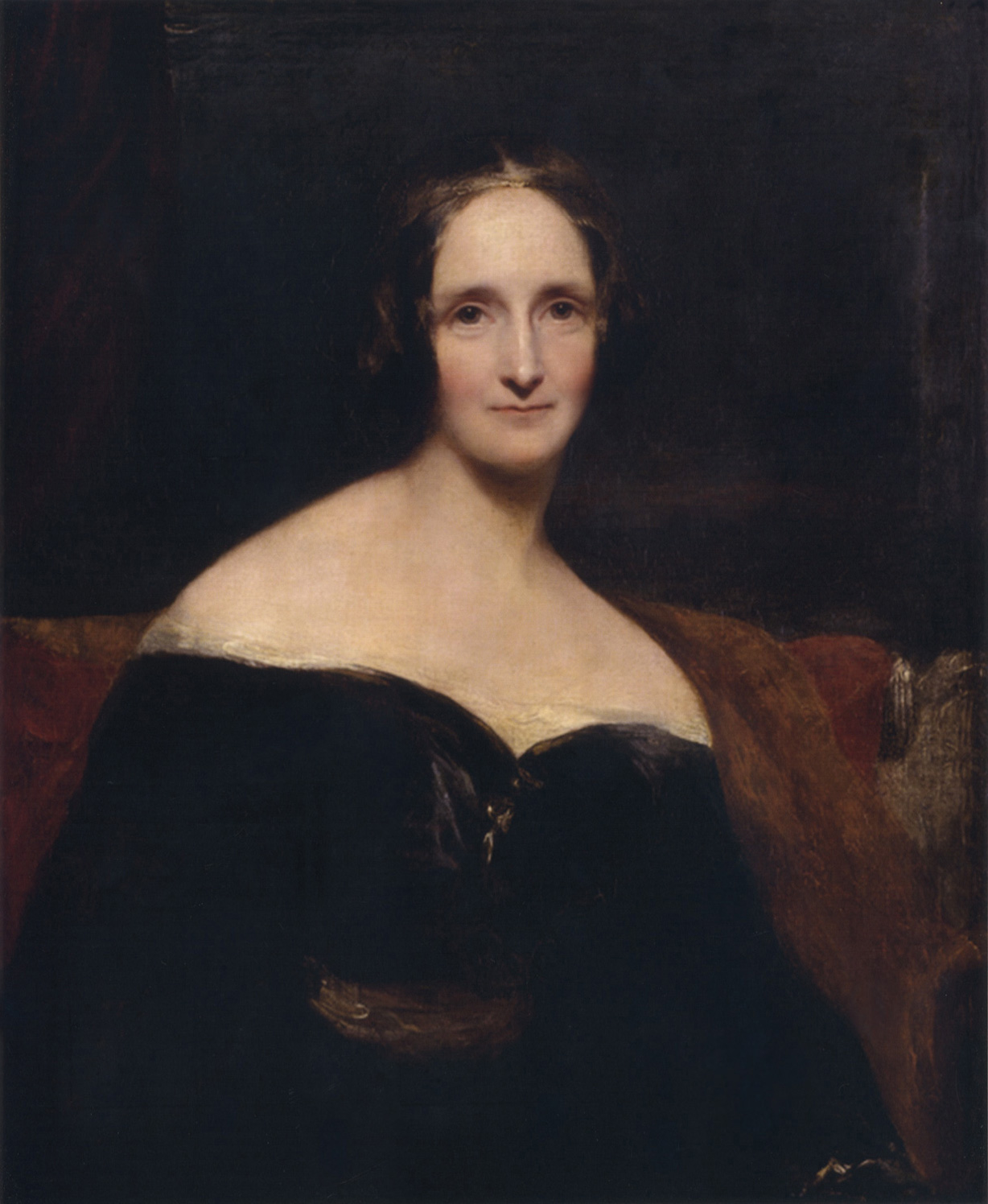
A figura histórica de Mary Shelley também já havia sido incorporada em áudio-histórias da Big Finish.

Jack Harkness pediu a Graham, Ryan e Yaz para avisar a Doutora do "cyberman solitário" no episódio "Fugitive of the Judoon". A Doutora, ao alertar seus acompanhantes para ficarem longe dele, refere-se implicitamente a Bill Potts, uma ex-acompanhante do Décimo segundo Doutor que foi convertida em um cyberman durante os eventos de "World Enough and Time".
Duas áudio-histórias de Doctor Who feitas pela Big Finish envolvem o encontro do Oitavo Doutor com Mary Shelley por volta de 1816, na qual ela se juntou a ele brevemente como sua acompanhante. Uma áudio-história de 2011, chamada The Silver Turk, envolve os dois conhecendo um cyberman danificado, que semelhantemente ao episódio se tornou na inspiração para Shelley escrever Frankenstein.
Lord Byron, conhecido notoriamente por sua promiscuidade, e que teve que fugir de Londres para o Lago Léman antes de 1816, era o pai legítimo de Ada Lovelace, a quem a Doutora conheceu em 1834 no episódio de estreia da 12.ª temporada, "Spyfall".

## Produção
"The Haunting of Villa Diodati" foi escrito por Maxine Alderton. O showrunner da série, Chris Chibnall, chamou Alderton de "especialista" em Mary Shelley e Lord Byron. A direção foi de Emma Sullivan. Grande parte da montagem do episódio é fiel ao fatos conhecidos sobre Lord Bryon, Mary e os outros, inclusive que o verão durante a estadia na Villa Diodati foi extraordinariamente tempestuoso devido à erupção do Monte Tambora em 1815, que levou ao "Ano sem verão".
Maxim Baldry interpretou o Dr. John Polidori no episódio. Jacob Collins-Levy também apareceu como Lord Byron. Os cybermen, anunciados para aparecerem no final da 12.ª temporada, também apareceram neste episódio.

## Transmissão e recepção
| Críticas profissionais | Críticas profissionais |
| Avaliações da crítica  | Avaliações da crítica  |
| Fonte                  | Avaliação              |
| ---------------------- | ---------------------- |
| The A.V. Club          | B                      |
| Metro                  | [ 11 ]                 |
| Radio Times            | [ 12 ]                 |
| The Independent        | [ 13 ]                 |
| The Telegraph          | [ 14 ]                 |

"The Haunting of Villa Diodati" foi transmitido originalmente na BBC One em 16 de fevereiro de 2020. O episódio foi assistido por 3,86 milhões de espectadores durante a noite de exibição, tornando-o o sétimo programa mais assistido do dia no Reino Unido.